# Namazgadepe
Koordinaten: 37° 22′ 22,3″ N, 59° 33′ 25,1″ O
Namazgadepe (auch Namazga Depe, Namazga Tepe oder Namasga Tepe) ist neben Dscheitun einer der ältesten archäologischen Fundplätze in Zentralasien. Der 70 Hektar große Tepe (Hügel) befindet sich 80 Kilometer südöstlich von Aşgabat in Turkmenistan nahe der iranischen Grenze und gilt als bedeutendes Zeugnis frühen Ackerbaus in der Region. In Namazgadepe lassen sich die Phasen I-VI unterscheiden.
In Namazgadepe wurden Flussmündungsgebiete mittels Liman-Bewässerung reguliert und für den Getreidebau genutzt. Im Laufe der Entwicklung dieser Kultur kam es zu technischen Neuerungen, etwa zur Nutzung von Karren und Wagen zur Verwendung von Rindern als Zugtiere und zur Nutzung der Töpferscheibe. Funde belegen Beziehungen zu Sarasm in Tadschikistan, in den Iran, nach Afghanistan und zur Harappakultur.
Die ältesten Siedlungsschichten werden dem Chalkolithikum zugeordnet. In Namazga I sind Kontakte zu Tappe Sialk und anderen Kulturen der Region belegbar. Namazga II liegt zwischen 5300 und 4300 v. Chr. Während der Phase III weisen Änderungen im Bestattungsritual, im Keramikdesign und insbesondere bei der Schädelform auf Zuwanderung. In den bronzezeitlichen Schichten (Namazga IV und V, 2400–1700 v. Chr.) findet man Indizien für Metallnutzung. Schon in Namazga I war Kupfer bekannt, doch waren die drei Frühphasen landwirtschaftlich geprägte Dorfkulturen, deren technologische Kenntnisse stets voranschritten. Ab Namazga IV wurden Töpferscheiben benutzt und die Siedlungen waren durch eine Lehmziegelmauer befestigt und deutlich größer. In Schicht fünf finden sich mehrräumige Lehmziegelhäuser mit Gassen, tönerne zwei- und vierrädrige Wagenmodelle und Bronzewerkzeuge.
Man unterscheidet mehrere Stile der Buntkeramik, die auf der Töpferscheibe hergestellt und in zweistöckigen runden, abgerundeten und eckigen Öfen gebrannt wurde. Die teils sehr komplexen Öfen hatten Kraggewölbe aus Trockenmauerwerk. Erhalten waren nur die unteren Feuerkammern der Töpferöfen, die auch Mittelpfeiler oder Trennwände enthielten. Die inneren Durchmesser der runden Öfen liegen zwischen einem und 2,25 Metern. Die Maße der Wände liegen zwischen 0,3 und 0,45 m. 
Einige Tonfiguren von Karadepe ähneln denen der Obed-Zeit (Ubaid-Kultur) Mesopotamiens. Man fand tönerne und steinerne Siegel. Die unterschiedlich reichen Beigaben der Toten lassen auf eine gesellschaftliche Hierarchie schließen. Figuren von Muttergottheiten geben Aufschlüsse über die religiösen Vorstellungen in Namazgadepe.
Die ersten Ausgrabungen erfolgten in den 1950er-Jahren. Der Fundplatz ist für die Erstellung einer bronzezeitlichen Chronologie der Region von Bedeutung. Turkmenistan lag an der Schwelle zur bronzezeitlichen Hochkultur, blieb jedoch ein Randgebiet.